# Puxe
Pour l’article homonyme, voir Puxe (Lalœuf).
Puxe est une commune française située dans le département de Meurthe-et-Moselle en région Grand Est.

## Géographie
La commune comprend Puxe et le hameau de Bouzonville.
| Saint-Jean-lès-Buzy Moselle | Jeandelize |            |
| Villers-sous-Pareid Moselle | Puxe       | Boncourt   |
| Allemont                    |            | Friauville |

### Hydrographie

#### Réseau hydrographique
La commune est dans le bassin versant du Rhin au sein du bassin Rhin-Meuse. Elle est drainée par l'Orne,.
L'Orne, d'une longueur de 86 km, prend sa source dans la commune de Ornes et se jette  dans la Moselle à Richemont, après avoir traversé 25 communes. Les caractéristiques hydrologiques de l'Orne sont données par la station hydrologique située sur la commune de Boncourt. Le débit moyen mensuel est de 3,61 m3/s. Le débit moyen journalier maximum est de 102 m3/s, atteint lors de la crue du 21 décembre 1993. Le débit instantané maximal est quant à lui de 125 m3/s, atteint le même jour.

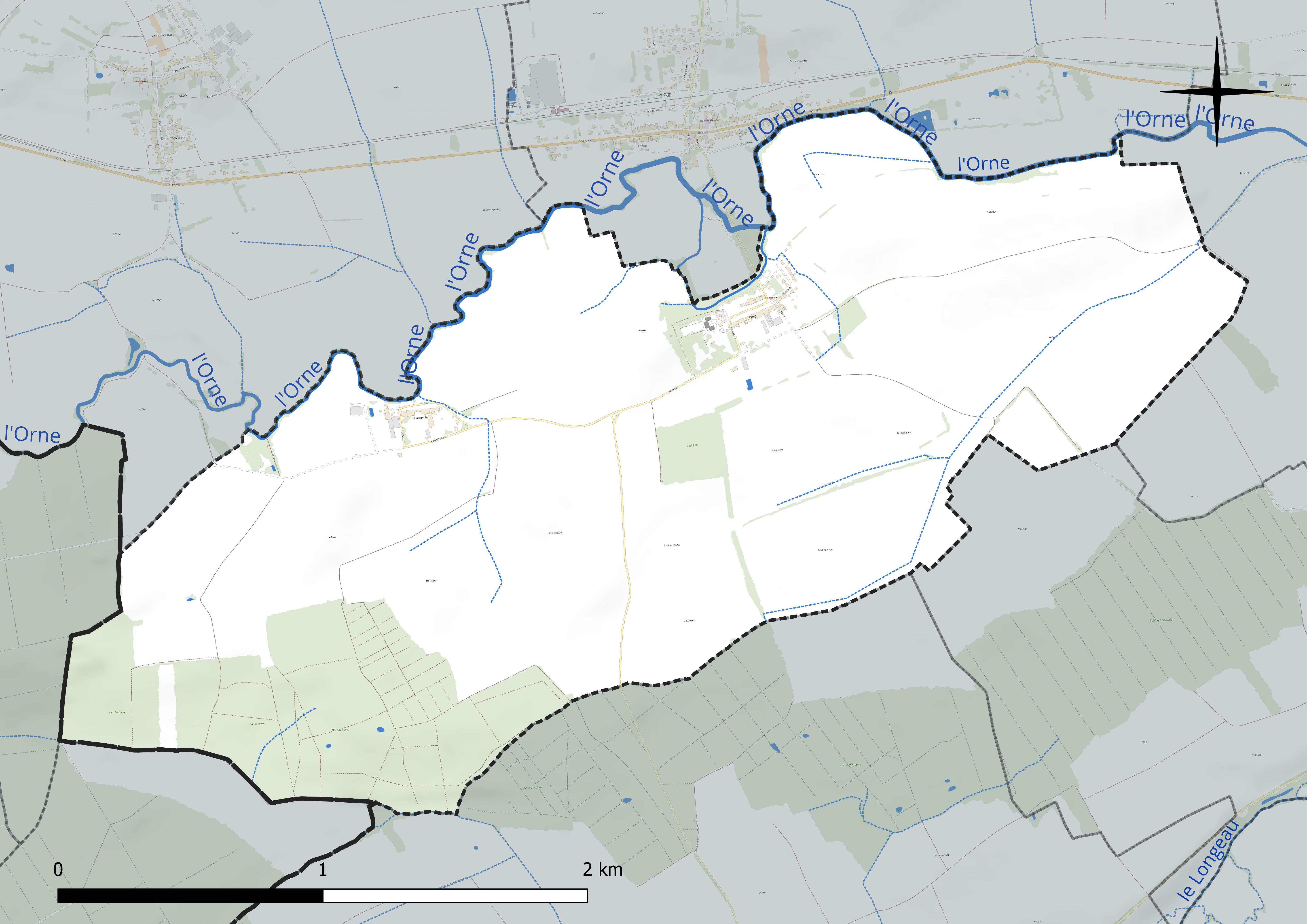
Réseau hydrographique de Puxe.

#### Gestion et qualité des eaux
Le territoire communal est couvert par le schéma d'aménagement et de gestion des eaux (SAGE) « Bassin ferrifère ». Ce document de planification concerne le périmètre des anciennes galeries des mines de fer, des aquifères et des bassins versants hydrographiques associés qui s’étend sur 2 418 km2. Les bassins versants concernés sont celui de la Chiers en amont de la confluence avec l'Othain, et ses affluents (la Crusnes, la Pienne, l'Othain), celui de l'Orne et ses affluents et celui de la Fensch, le Veymerange, la Kiesel et les parties françaises du bassin versant de l'Alzette et de ses affluents (Kaylbach, ruisseau de Volmerange). Il a été approuvé le 27 mars 2015. La structure porteuse de l'élaboration et de la mise en œuvre est la région Grand Est. 
La qualité des cours d’eau peut être consultée sur un site dédié géré par les agences de l’eau et l’Agence française pour la biodiversité. 

### Climat
Pour des articles plus généraux, voir Climat du Grand Est et Climat de Meurthe-et-Moselle.
En 2010, le climat de la commune est de type climat des marges montargnardes, selon une étude du Centre national de la recherche scientifique s'appuyant sur une série de données couvrant la période 1971-2000. En 2020, Météo-France publie une typologie des climats de la France métropolitaine dans laquelle la commune est dans une zone de transition entre le climat océanique altéré et le climat océanique altéré et est dans la région climatique  Lorraine, plateau de Langres, Morvan, caractérisée par un hiver rude (1,5 °C), des vents modérés et des brouillards fréquents en automne et hiver. 
Pour la période 1971-2000, la température annuelle moyenne est de 9,7 °C, avec une amplitude thermique annuelle de 16,6 °C. Le cumul annuel moyen de précipitations est de 800 mm, avec 12,4 jours de précipitations en janvier et 9,2 jours en juillet. Pour la période 1991-2020, la température moyenne annuelle observée sur la station météorologique de Météo-France la plus proche, « Doncourt-lès-Conflans », sur la commune de Doncourt-lès-Conflans à 10 km à vol d'oiseau, est de 10,7 °C et le cumul annuel moyen de précipitations est de 710,3 mm. 
La température maximale relevée sur cette station est de 40,9 °C, atteinte le 25 juillet 2019 ; la température minimale est de −16,5 °C, atteinte le 26 décembre 2010,,. 
Les paramètres climatiques de la commune ont été estimés pour le milieu du siècle (2041-2070) selon différents scénarios d'émission de gaz à effet de serre à partir des nouvelles projections climatiques de référence DRIAS-2020. Ils sont consultables sur un site dédié publié par Météo-France en novembre 2022.

## Urbanisme

### Typologie
Au 1er janvier 2024, Puxe est catégorisée commune rurale à habitat dispersé, selon la nouvelle grille communale de densité à sept niveaux définie par l'Insee en 2022.
Elle est située hors unité urbaine et hors attraction des villes,.

### Occupation des sols
L'occupation des sols de la commune, telle qu'elle ressort de la base de données européenne d’occupation biophysique des sols Corine Land Cover (CLC), est marquée par l'importance des territoires agricoles (84,7 % en 2018), une proportion identique à celle de 1990 (84,7 %). La répartition détaillée en 2018 est la suivante : terres arables (65 %), prairies (19,7 %), forêts (15,3 %). L'évolution de l’occupation des sols de la commune et de ses infrastructures peut être observée sur les différentes représentations cartographiques du territoire : la carte de Cassini (XVIIIe siècle), la carte d'état-major (1820-1866) et les cartes ou photos aériennes de l'IGN pour la période actuelle (1950 à aujourd'hui).

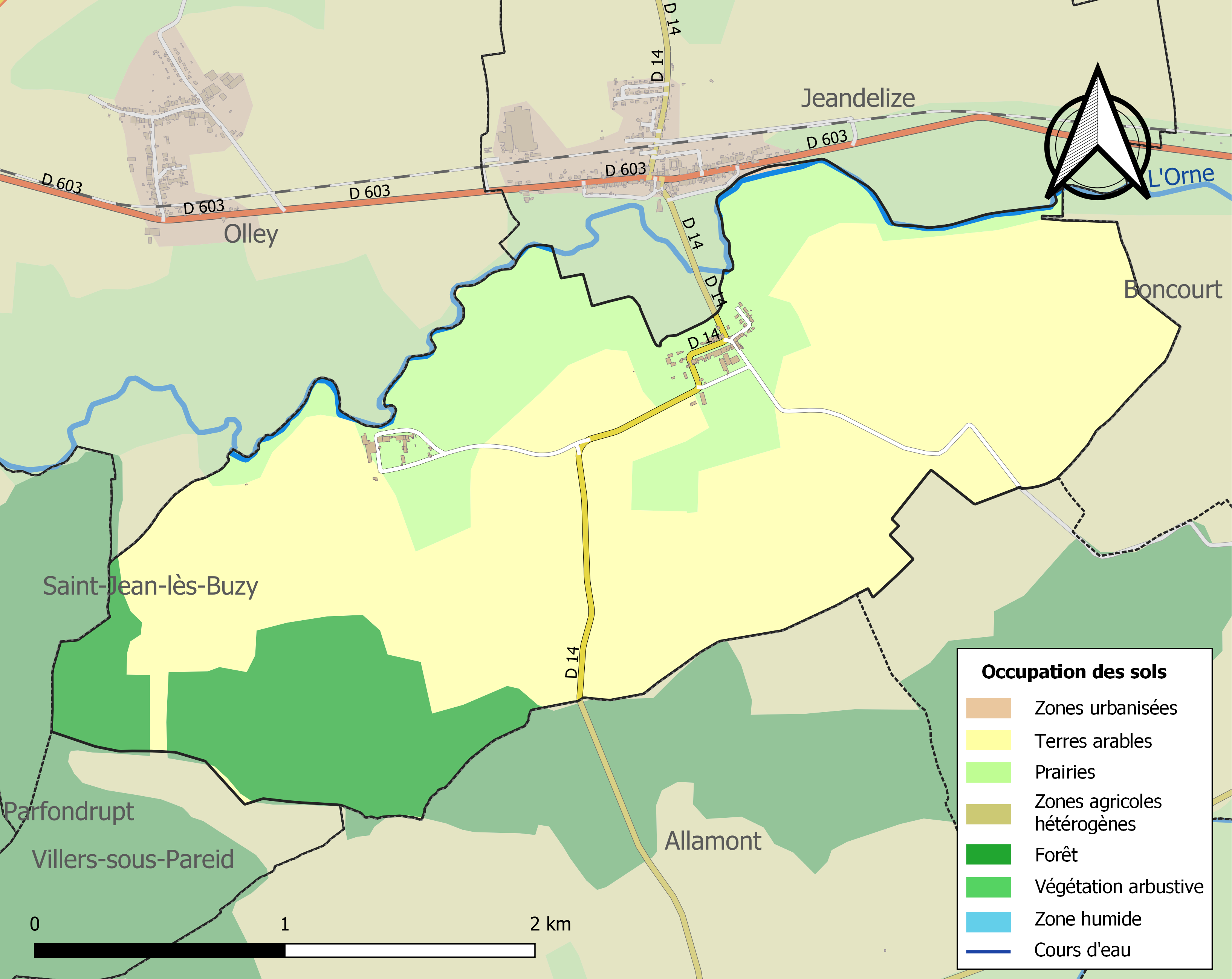
Carte des infrastructures et de l'occupation des sols de la commune en 2018 (CLC).

## Toponymie
Le nom de la localité est attesté sous les formes Pusio (1049) ; Puize (1336) ; Puze (1442) ; Peux (1516) ; Puise (1571) ; Puixe (1612) ; Pux, Pulx ou Pusche (1642) ; Pulxe, Puxe-sur-Orne, Pusio ou Pusis (1756) ; Puxe en Woivre (1779).

Les noms des villages de Puxe et Puche trouvent une origine dans le mot latin pusio, qui désigne le « puits ». En effet, bâtie sur un versant légèrement incliné, Puxe recelait jusqu'à la superficie du sol une nappe d'eau souterraine, qui permettait d'y creuser de nombreux puits.

## Histoire
Village de l'ancienne province du Barrois, il fait partie des seigneuries dépendant de la famille de la Tour avant qu'au XVe siècle, la seigneurie passe par mariage à la famille de Ficquelmont.

## Politique et administration
| Période                                  | Période                   | Identité                                          | Étiquette | Qualité     |
| ---------------------------------------- | ------------------------- | ------------------------------------------------- | --------- | ----------- |
| Les données manquantes sont à compléter. |                           |                                                   |           |             |
| mars 2001                                | mars 2008                 | Jean Fassote                                      |           |             |
| mars 2008                                | En cours (au 25 mai 2020) | Thierry Zimmermann Réélu pour le mandat 2020-2026 |           | Agriculteur |

## Population et société

### Démographie
L'évolution du nombre d'habitants est connue à travers les recensements de la population effectués dans la commune depuis 1793. Pour les communes de moins de 10 000 habitants, une enquête de recensement portant sur toute la population est réalisée tous les cinq ans, les populations de référence des années intermédiaires étant quant à elles estimées par interpolation ou extrapolation. Pour la commune, le premier recensement exhaustif entrant dans le cadre du nouveau dispositif a été réalisé en 2007.

En 2022, la commune comptait 112 habitants, en évolution de −1,75 % par rapport à 2016 (Meurthe-et-Moselle : −0,13 %, France hors Mayotte : +2,11 %).
| 1793 | 1800 | 1806 | 1821 | 1836 | 1841 | 1861 | 1866 | 1872 |
| ---- | ---- | ---- | ---- | ---- | ---- | ---- | ---- | ---- |
| 107  | 86   | 127  | 113  | 146  | 162  | 124  | 137  | 116  |

| 1876 | 1881 | 1886 | 1891 | 1896 | 1901 | 1906 | 1911 | 1921 |
| ---- | ---- | ---- | ---- | ---- | ---- | ---- | ---- | ---- |
| 131  | 130  | 146  | 148  | 156  | 137  | 141  | 144  | 130  |

| 1926 | 1931 | 1936 | 1946 | 1954 | 1962 | 1968 | 1975 | 1982 |
| ---- | ---- | ---- | ---- | ---- | ---- | ---- | ---- | ---- |
| 126  | 105  | 102  | 104  | 109  | 108  | 101  | 99   | 79   |

| 1990 | 1999 | 2006 | 2007 | 2012 | 2017 | 2022 | - | - |
| ---- | ---- | ---- | ---- | ---- | ---- | ---- | - | - |
| 75   | 104  | 115  | 117  | 107  | 120  | 112  | - | - |

## Culture locale et patrimoine

### Lieux et monuments
- Château reconstruit sans doute vers 1775 pour Joseph de Saintignon, augmenté en 1860 de l'aile sud ;
- Monument aux morts près de l'église.
- Église paroissiale Saint-Étienne, cimetière ; monument sépulcral ; ancienne église romane de la fin du XIIe siècle dont il ne subsiste que la base de la tour clocher ; nef du XVe siècle ; repercée du XVIIIe siècle ; éléments de fortification sur clocher ;
- Chapelle Saint-Roch à Bouzonville construite au XIXe siècle à l'emplacement de l'ancien ermitage Saint-Maurice, appartenant aux religieux de l'abbaye de Saint-Benoît-en-Woëvre.

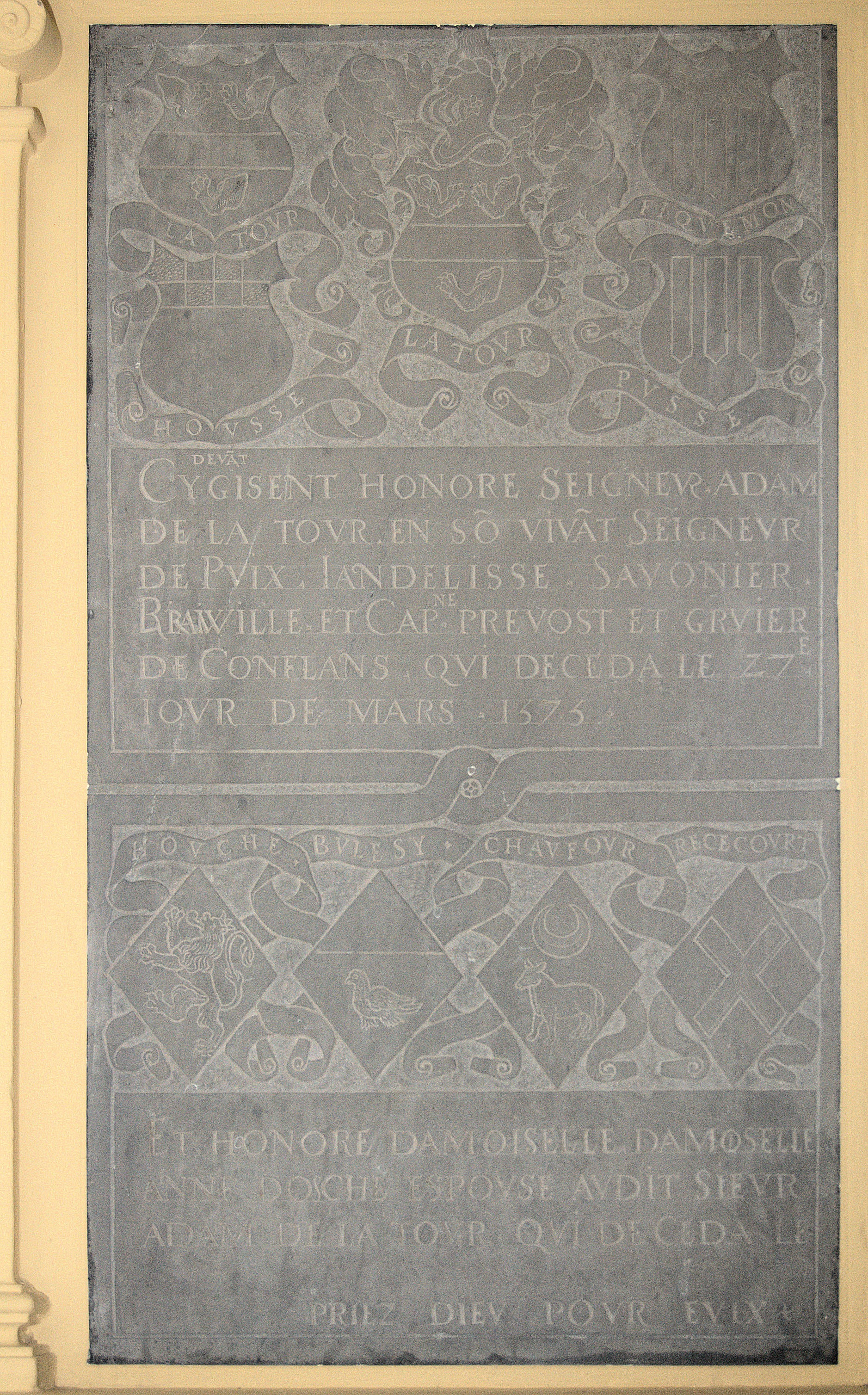
Plaque funéraire, dite d'Adam de la Tour et d'Anne Dosche à Puxe.
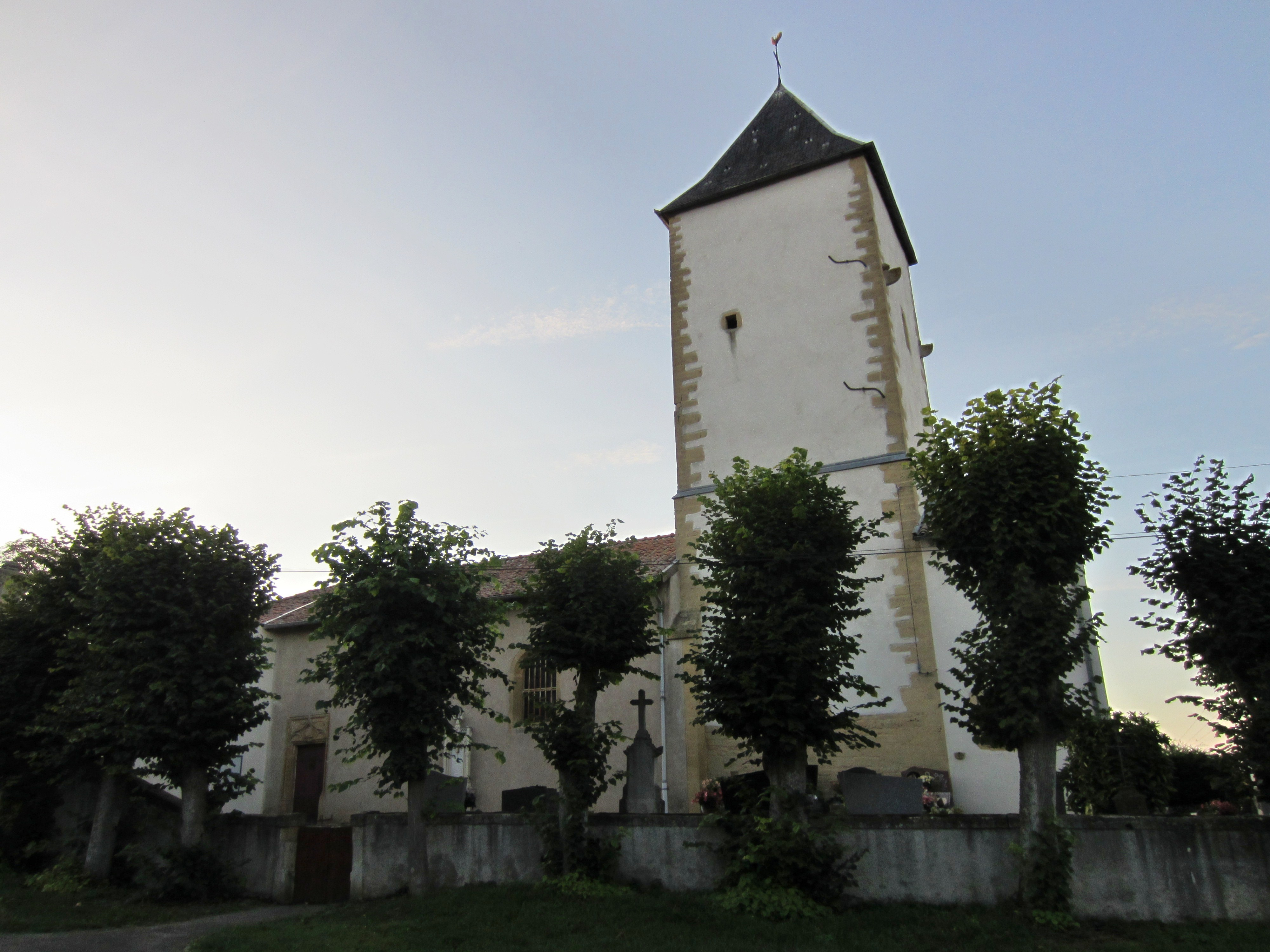
Église paroissiale Saint-Étienne.
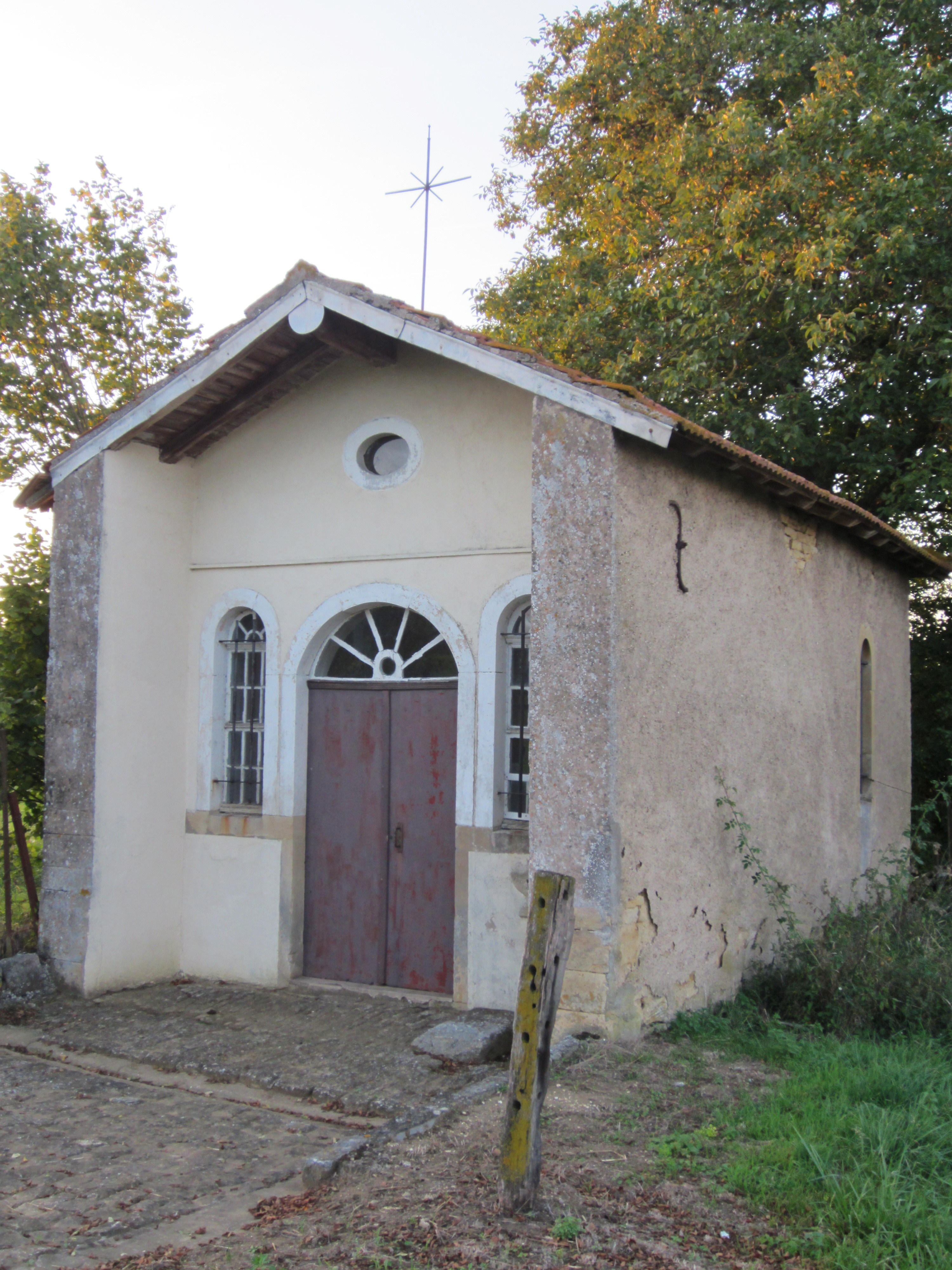
Chapelle Saint-Roch à Bouzonville.

### Personnalités liées à la commune
- Famille de La Tour ;
- Famille de Ficquelmont ;
- Famille de Saintignon.

### Héraldique
| Blason de Puxe | Blason  | Coupé : au 1er de sable à deux pattes de lion affrontées d'argent et mouvant des flancs, au 2e de gueules à la tour d'or, maçonnée de sable. |
| Blason de Puxe | Détails | Le statut officiel du blason reste à déterminer.                                                                                             |